# Borough Market

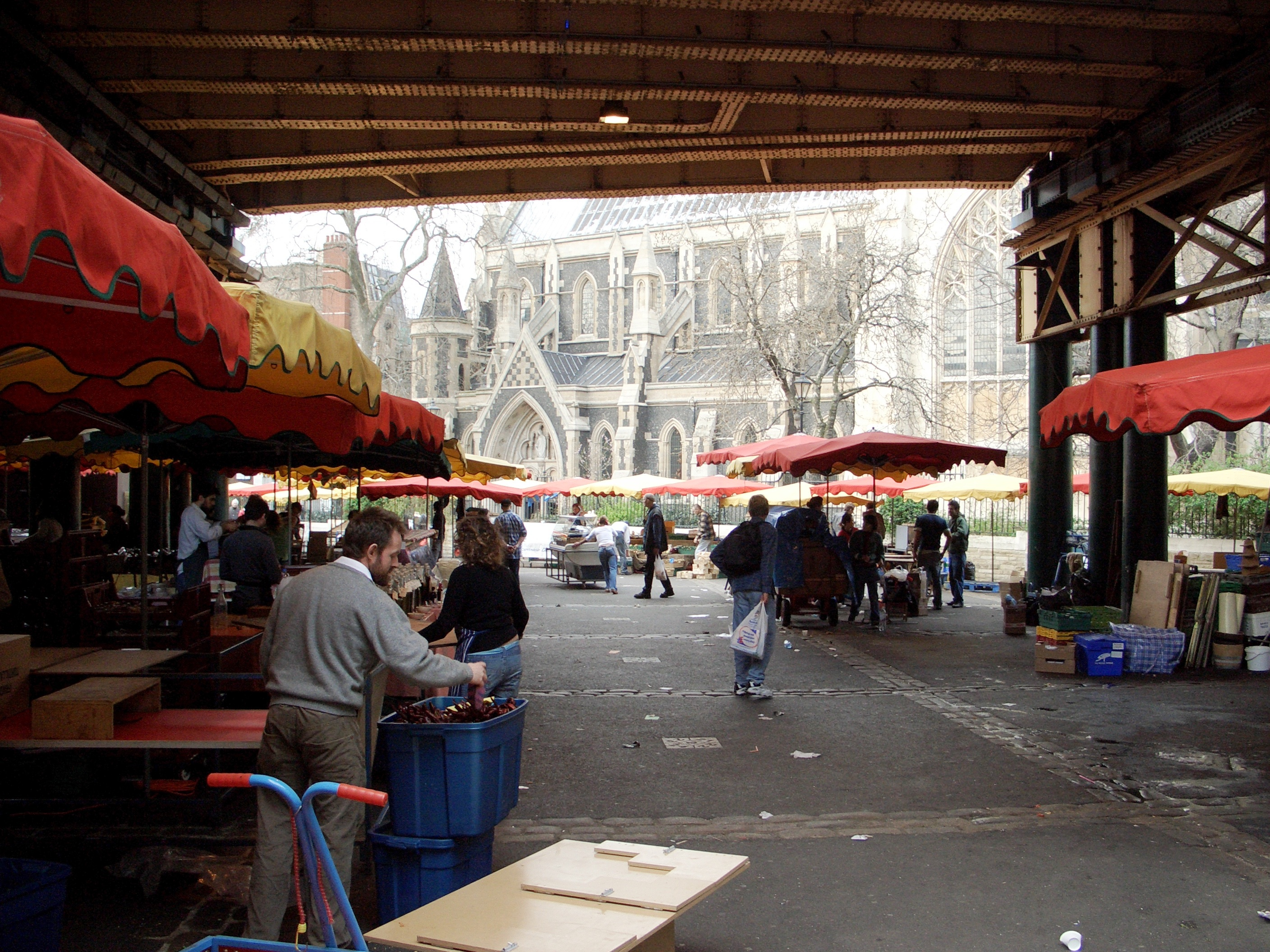
Borough Market

Chợ Borough (Borough Market) là một chợ thực phẩm bán buôn và bán lẻ ở Southwark, London, Anh. Nó là một trong những chợ thực phẩm lớn nhất và lâu đời nhất ở London.